# Zmowa grania
Zmowa grania – trzeci album studyjny zespołu Kreszendo wydany 30 czerwca 2015 przez Oko-Art. Numer katalogowy: OACD 2015000037.

## Lista utworów
Muzyka – Adam Niedzielin.
1. Kropla wody 5:05
2. W cieniu 7:56
3. Bungee 4:47
4. Szeroki horyzont 6:41
5. Kody kreskowe 5:45
6. Przyspieszenie 5:22
7. Dryfowanie 5:48
8. Impresja 4:20
9. Będziesz moją muzą (+ Kuba Badach) tekst – Michał Zabłocki 4:14

## Personalia
- Adam Niedzielin – instrumenty klawiszowe
- Marek Olma – perkusja, wibrafon
- Jacek Królik – gitara
- Grzegorz Piętak – gitara basowa, kontrabas
- Leszek Szczerba – saksofon
- Krystyna Stańko – wokal
- Kuba Badach – wokal
- Tomasz Kukurba – wokal
- Tomasz Kudyk – trąbka
- Sławomir Berny – instrumenty perkusyjne
- Tomas Celis Sanchez – conga
- Edee Dee – scratch
- Darek Grela – realizacja dźwięku i miks
- Jarosław Baran – realizacja dźwięku i miks
- Justyna Niedzielin – projekt graficzny
- Krzysztof Oczkowski -opracowanie graficzne
- Jacek Gancarczyk, Jacek Dyląg, Arek Drozdek, Darek Grela, Jarosław Baran – zdjęcia